# 波兰加图
波兰加图是巴西戈亚斯州的一个市镇。总面积4820.485平方公里，总人口40436人，人口密度8.4人/平方公里。